# ... من مخالفم
... من مخالفم (به لهستانی: …jestem przeciw) یک فیلم دلهره‌آور روان‌شناختی لهستانی است که در سال ۱۹۸۵ منتشر شد.

## گزیدهٔ بازیگران
- دانیل اولبریخسکی
- اِوا داوْکوفسکا
- زبیگنیف زاپاشیه‌ویچ
- آنا گورنوستای
- اُلگا ساویتسکا
- میه‌چیسواف خرینیه‌ویچ
- یولانتا پینتک-گورتسکا
- داریوش یاکوبوفسکی